# Falter
Falter (en español mariposa) es una revista semanal de noticias publicada en Viena, Austria. Fue fundada en 1977 por Walter Martin Kienreich.